# Diables Rouges de Briançon

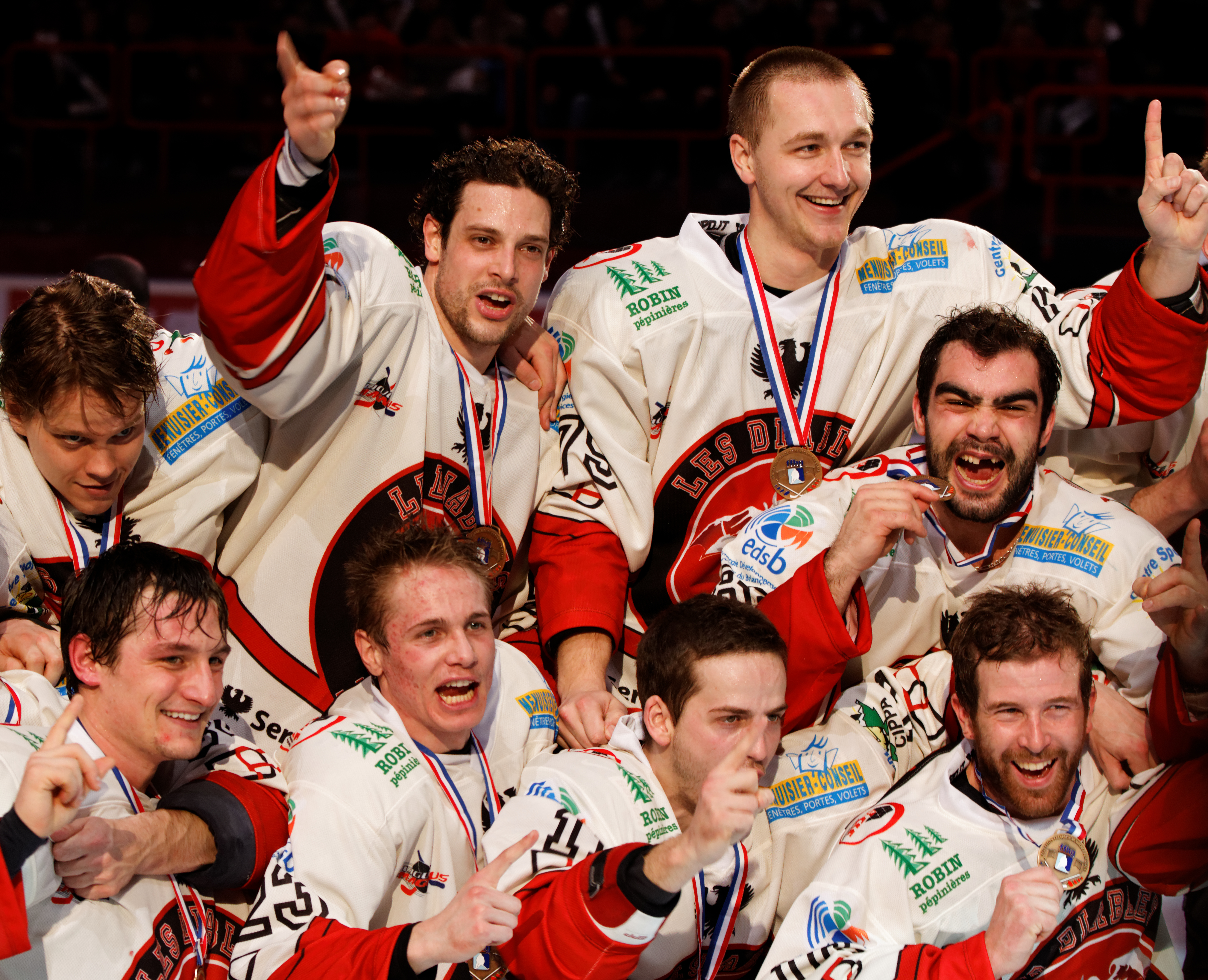
Diables Rouges de Briançon

De Briançon Alpes Provence Hockey Club is een ijshockeyploeg uit Briançon, Hautes-Alpes en komen uit in de Ligue Magnus. Ze spelen hun thuiswedstrijden in Patinoire René Froger. De Diables Rouges de Briançon bestaan sinds 1934.